# Thann (quận)
Quận Thann là một quận của Pháp, nằm ở tỉnh Haut-Rhin, ở vùng Alsace. Quận này có 4 tổng và 52 xã.

## Các đơn vị hành chính

### Các tổng
Các tổng của quận Thann là: 
1. Cernay
2. Masevaux
3. Saint-Amarin
4. Thann

### Các xã
Các xã của quận Thann, và mã INSEE là: 
| 1. Aspach-le-Bas (68011)       | 2. Aspach-le-Haut (68012)   | 3. Bernwiller (68031)           | 4. Bitschwiller-lès-Thann (68040) |
| 5. Bourbach-le-Bas (68045)     | 6. Bourbach-le-Haut (68046) | 7. Burnhaupt-le-Bas (68059)     | 8. Burnhaupt-le-Haut (68060)      |
| 9. Cernay (68063)              | 10. Dolleren (68073)        | 11. Fellering (68089)           | 12. Geishouse (68102)             |
| 13. Goldbach-Altenbach (68106) | 14. Guewenheim (68115)      | 15. Husseren-Wesserling (68151) | 16. Kirchberg (68167)             |
| 17. Kruth (68171)              | 18. Lauw (68179)            | 19. Leimbach (68180)            | 20. Malmerspach (68199)           |
| 21. Masevaux (68201)           | 22. Michelbach (68206)      | 23. Mitzach (68211)             | 24. Mollau (68213)                |
| 25. Moosch (68217)             | 26. Mortzwiller (68219)     | 27. Niederbruck (68233)         | 28. Oberbruck (68239)             |
| 29. Oderen (68247)             | 30. Rammersmatt (68261)     | 31. Ranspach (68262)            | 32.Rimbach-près-Masevaux (68275)  |
| 33. Roderen (68279)            | 34. Saint-Amarin (68292)    | 35. Schweighouse-Thann (68302)  | 36. Sentheim (68304)              |
| 37. Sewen (68307)              | 38. Sickert (68308)         | 39. Soppe-le-Bas (68313)        | 40. Soppe-le-Haut (68314)         |
| 41. Staffelfelden (68321)      | 42. Steinbach (68322)       | 43. Storckensohn (68328)        | 44. Thann (68334)                 |
| 45. Uffholtz (68342)           | 46. Urbès (68344)           | 47. Vieux-Thann (68348)         | 48. Wattwiller (68359)            |
| 49. Wegscheid (68361)          | 50. Wildenstein (68370)     | 51. Willer-sur-Thur (68372)     | 52. Wittelsheim (68375)           |